# Eremogryllus hammadae
Eremogryllus hammadae är en insektsart som beskrevs av Krauss 1902. Eremogryllus hammadae ingår i släktet Eremogryllus och familjen gräshoppor. Inga underarter finns listade i Catalogue of Life.